# Parodiolyra colombiensis
Parodiolyra colombiensis är en gräsart som beskrevs av Gerrit Davidse och Fernando Omar Zuloaga. Parodiolyra colombiensis ingår i släktet Parodiolyra och familjen gräs. Inga underarter finns listade i Catalogue of Life.